# میاکو، ایواته
میاکو در استان ایواته در کشور ژاپن واقع شده‌است که دارای جمعیت ۵۸٬۳۴۲ نفر و مساحت ۶۹۶٫۸۲ کیلومتر مربع با تراکم جمعیت ۸۳٫۷ نفر در کیلومترمربع است و در تاریخ ۶ ژوئن ۲۰۰۵ به عنوان شهر شناخته شد.